# New Queer Cinema
New Queer Cinema или Queer New Wave (Новое квир-кино, Новая «квир» волна) — направление в американском независимом кинематографе, возникшее в ранних 1990-х годах, в рамках которого открыто освещались вопросы квир-культуры, политики и идентичностей.

## Происхождение термина
Термин New Queer Cinema впервые был введён известным американским кинокритиком и феминисткой Б. Руби Рич (B. Ruby Rich) в начале 90-х годов в ряде публикаций: (британский кинематографический журнал Sight & Sound, нью-йоркский еженедельник The Village Voice). Этим термином она описала ряд фильмов, которые были радикальными по форме и агрессивными в поддержке сексуальной идентичности и бросали вызов гетеронормативному статусу-кво, поощряли положительные образы лесбиянок и геев, выступавших в различных движениях, продвигающих взгляды ЛГБТ-сообществ.
Культура квир в современном понимании чаще всего идентифицируется с понятием культуры, отражающей альтернативную идентичность и утверждающей право на борьбу за «самость». Часто это понятие используют для того, чтобы обозначить лесбиянок и геев, но и другие идентичности, входящие в состав ЛГБТ, также подпадают под него, например, трансгендеры.

## Предпосылки явления
Тематика геев появилась в американском кинематографе уже в 20-х годах 20-го века и затем в 1940-е была присуща, по большей части, авангардным лентам. В данном течении можно отметить таких кинорежиссёров, как Кеннет Энгер, Грегори Маркопулос, Кёртис Херрингтон. Для фильмов этих режиссёров были характерны сверхнизкие бюджеты, независимость от крупных студий и практически полное отсутствие зрителей
В 60-х термин «авангардные» перешёл в термин «независимые», а на смену Энгеру и Маркопулису пришли Джек Смит, Варрен Сонберт и Энди Уорхол. Фильмы последнего сегодня считаются образцом гомоэротического кино.
В конце семидесятых — начале восьмидесятых данную тематику стали освещать преимущественно сами представители сексуальных меньшинств. Большинство выходивших тогда фильмов не имели какой-либо кинематографической ценности и были интересны исключительно представителям геев и лесбиянок. Резкий рост заболеваемости ВИЧ-инфекцией в конце восьмидесятых привёл к росту гомофобии в обществе в связи с тем, что сексуальные меньшинства обвинялись в распространении эпидемии. Ситуация усугублялась приходом к власти консервативных политиков (Рональд Рейган, Джорж У. Буш в США и Маргарет Тэтчер в Великобритании). Подобный социальный накал привёл к актуализации тематики ЛГБТ среди молодых перспективных режиссёров, желающих дать беспристрастную оценку сложившейся в стране ситуации. Так появилась новая «квир» волна кинематографа.
Факты смелого, но редкого обращения кинематографистов к квир-тематике есть и в России — это фильмы «Весельчаки» (2009), режиссёр Феликс Михайлов; «Я люблю тебя» (2004), режиссёры Ольга Столповская и Дмитрий Троицкий; «Зимний путь» (2012), режиссёры Сергей Тарамаев и Любовь Львова.

## New Queer Cinema
К новой «квир» волне можно отнести следующих кинодеятелей:

### Режиссёры
- Дерек Джармен (Эдуард II)
- Грегг Араки («Оголённый провод», «Поколение DOOM» и т. д.)
- Брюс Ля Брюс («Меня это не касается»)
- Гас Ван Сент («Мой личный штат Айдахо»)
- Том Кэлин («Обморок»)
- Кристофер Мюнх («Часы и времена»)
- Тодд Хейнс («Яд»)
- Исаак Жюльен (Молодые души повстанцев)
- Джон Кэмерон Митчелл (Хедвиг и злосчастный дюйм (2001), Клуб «Shortbus» (2006))
- Себастьян Лелио («Фантастическая женщина», 2017; «Неповиновение», 2018)

### Продюсеры
- Кристин Вашон («Яд», «Обморок»)
- Андреа Сперлинг («Часы и времена»)

Новая волна, как и другие направления, открыла миру большое количество талантливых кинорежиссёров. Их умение создавать разноплановые провокационные ленты на фундаменте квир-тематики оказало определённое влияние на американский, а позднее и европейский кинематограф. Новое квир-кино в американском кинематографе не было единым течением — продюсеры и режиссёры подходили к освещению вопросов сексуальности принципиально с разных сторон. Это могло быть как гомоэротическое восхищение, так и болезненная неприязнь; жанры выпускавшихся фильмов менялись от циничных чёрных комедий до безжалостных трагических драм. Объединяющим фактором была лишь квир-тематика и неординарная форма подачи материала.
Английский киноавангардист Дерек Джармен был назван «отцом» нового квир-кино в американском кинематографе. Его смелость, изобретательность и трагическая судьба стали эталонными для режиссёров новой волны.
Сегодня термином New Queer Cinema стали называть независимые фильмы о сексуальных меньшинствах. Эти фильмы, как правило, малобюджетны и, зачастую, финансируются из благотворительных фондов.

## Влияние на Голливуд
Творчество режиссёров New Queer Cinema оказало влияние на Голливуд, стали появляться и получать признание фильмы о геях и лесбиянках («Филадельфия», «Парни не плачут», «Харви Милк», «Горбатая гора» и др.). Фильм «Горбатая гора», в основе которого лежит история любви ковбоев-геев, в 2006 году имел 8 номинаций на премию «Оскар», в трёх из них он одержал победу. Это событие вызвало широкий резонанс в прессе, так как кинолента, претендующая на несколько номинаций престижной премии, стала фактически первым фильмом о любви между мужчинами.
Если в конце 1990-х годов несколько голливудских звезд, в том числе Эллен Дедженерес, Натан Лейн, Руперт Эверетт, Рози О'Доннелл и сэр Иэн Маккеллен открыто признали себя квир-личностью в СМИ, то подавляющее большинство квир-актеров Голливуда остаются в тени, и этот факт укрепляет представление о том, что есть что-то неправильное или постыдное в том, чтобы быть геем или лесбиянкой. Вне камеры все больше голливудских гомосексуалистов находят место и принятие того, кем они являются, об этом говорит создание фильмов и особенно телешоу в довольно большом количестве. Популярная комедия ситуаций Эллен (ABC, 1994–1998) сломала многие барьеры и сделала отношение телевидения более дружественным к геям, чем голливудские фильмы. Кроме того, телеканалы по подписке, такие как HBO и Showtime, в последние годы также смогли создать больше работ на квир-тематику, в том числе Еще больше историй о городе (англ. More Tales of the City, 1998), Общее основание (англ. Common Ground, 2000), Близкие друзья (англ. Queer as Folk, начало в 2000), Если бы стены могли говорить 2 (англ. If these Walls Could Talk, 2000) и Девушка солдата (англ. Soldier's Girl, 2003). Мейнстримные голливудские фильмы зачастую отстают от медиаиндустрии в отношении проблем ЛГБТ-сообществ, и это, в общем, продолжает маргинализировать жизнь и проблемы геев и лесбиянок в обществе.